# Dráteník (opera)
Dráteník je komická opera o dvou dějstvích českého skladatele Františka Škroupa (op. 1, Plavec 28) na libreto básníka a překladatele Josefa Krasoslava Chmelenského. Premiéru měla dne 2. února 1826 v pražském Stavovském divadle. Je to první původní česká opera, tj. opera napsaná na české libreto.

## Vznik díla

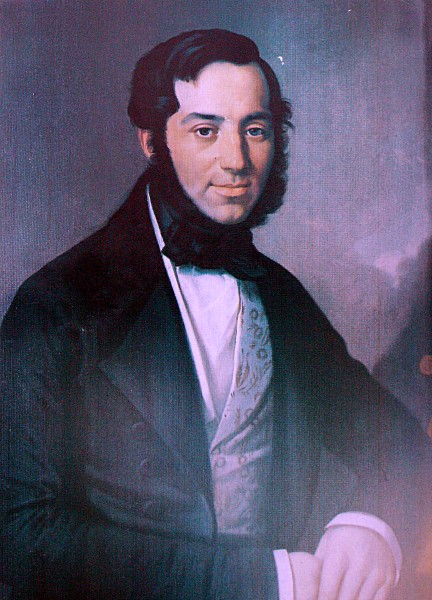
František Škroup (1840)

František Škroup se brzy po svém příchodu do Prahy, kde studoval právo na Karlo-Ferdinandově univerzitě, zapojil do divadelního a hudebního života. Již roku 1822 vstoupil do sboru Stavovského divadla. Současně se účastnil činnosti Taussingerova ochotnického souboru, který měl na repertoáru české hry a nenáročné zpěvohry a příležitostně vystupoval i ve Stavovském divadle. Roku 1823 tento amatérský soubor a část německého divadelního souboru spojily síly k zahájení pravidelných operních představení v českém jazyce v pražském divadle. (Operu v češtině Stavovské divadlo uvádělo již dříve, ale jen sporadicky a naposledy v roce 1806 ojedinělým představením Mozartova Únosu ze serailu.)
První česky dávanou operou byl singspiel Josepha Weigla Rodina švýcarská (premiéra 28. prosince 1823). Její hudební nastudování přenechal první kapelník orchestru Stavovského divadla Josef Triebensee právě Škroupovi, který se pak stál stálým korepetitorem pro česká představení; navíc v této opeře hrál úlohu Pavlíka. I v dalších českých představeních zpíval Škroup role barytonového oboru, mj. Figara v Rossiniho Lazebníku sevillském. Současně u něj divadlo začalo objednávat příležitostné hudební skladby, např. hudbu k harlekiniádě Arlequin als Schneidergeselle (premiéra 12. února 1825).
Cizí operní předlohy do češtiny překládali domácí literáti, mj. mladý básník Josef Krasoslav Chmelenský. České operní divadlo však nemělo vlastní repertoár, což bylo vlastenci považováno za značný nedostatek, jejž bylo třeba co nejrychleji napravit. Chmelenský o okolnostech vzniku první české opery píše:
| „                                        | Byloť to z počátku letošního roku, po provozování v českém jazyku opětném Mehulovy opery „Josef a bratří jeho,“ an jsem v společnosti několika ctných vlastenců stejný slyšel stesk, kteří mne nabízeli, bych nějakou původní zpěvohru složil. Přivolil jsem napolo, až bych si jenom látku potřebnou z naší historie vyhledal. – „I nač dlouho hledati – pravil pan Škroup, jinoch o českou operu velmi zasloužilý – já vám sám látku dám; složte zpěvohru pod názvem Dráteník, a já se ji uvoluji v hudbu uvésti.“ Neobyčejnost ponavržení tohoto, jakož i látky samé mne lákala. – „Slovo s to!“ zvolal jsem trochu nepředloženě; neváže obtížnosti, utvořiti celý kus ze slova jediného, nepřemysle, že jsem operu psáti přislíbil, proti kterémužto druhu divadelního básnění zastaralí předsudkové – a ne zcela bez důvodu – již ode dávna bojují, neuvodě si na mysl, že pakli hudba povedená, sobě žádný slov nevšímá; pakli se ale hudba nelíbí, všecka hana se jen na spisovatele sesype. – Ale slib již byl vykonán. Ten a láska k vlasti a jazyku mateřskému všecky takové myšlénky potomní ve mně lehko udusily, a tak jsem se na žádost skladatelovu u brzké vypracování uvázal. | “ |
| — Předmluva k Dráteníkovi, prosinec 1825 | |   |

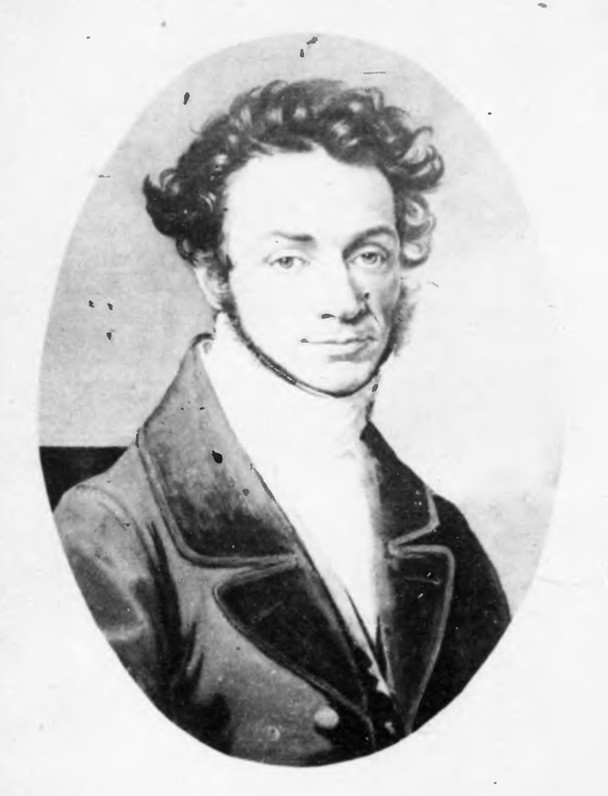
Libretista Dráteníka Josef Krasoslav Chmelenský

Chmelenský vypracoval text za několik měsíců; protože titulní dráteník měl být Slovák, poslal svůj text k opravení do Liptovského Sv. Mikuláše vlasteneckému zemanovi Gašparu Féjerpatakymu-Belopotockému z Kľačan (1794–1874). Škroup měl partituru opery dokončenu někdy před koncem roku 1825 (rukopis nese poznámku compt. 1825). Považoval ji za svou první významnou skladbu a přidělil jí opusové číslo 1.
Premiéra se konala ve čtvrtek 2. února 1826 ve čtyři hodiny odpoledne. Škroup Dráteníka se souborem nastudoval (dirigenta dobové prameny neuvádějí, byl jím však pravděpodobně kapelník Josef Triebensee), sám se zhostil i titulní úlohy. Vzhledem k tomu, že se jednalo o první původní českou operu, bylo toto představení významnou společenskou událostí. V hledišti seděla řada osobností tehdejšího pražského kulturního života, zejména z řad českých vlastenců – doyen pražského kulturního života Václav Jan Tomášek, Josef Jungmann, František Palacký, Leopold Eugen Měchura, František Ladislav Čelakovský, Josef Kajetán Tyl, Karel Alois Vinařický, Jan Hostivít Pospíšil a další. U obecenstva měla veliký ohlas, stejně jako v českých časopisech. Spontánní úspěch přiměl Škroupa zanechat právnického studia a věnovat se hudbě. Vedle toho mu získal uznání u vedení divadla, takže byl k 1. září 1827 jmenován druhým kapelníkem Stavovského divadla se zvláštní povinností řídit česká představení.

### Další inscenační historie
Dráteník ve Stavovském divadle byl poměrně úspěšný. Do Škroupovy smrti zde dosáhl 16 repríz, a tedy zůstal nejhranější původní českou operou (při posuzování počtu repríz je nutné mít na paměti, že česká činoherní i zpěvoherní představení se hrála pouze jednou týdně v neděli odpoledne). Inscenaci poté převzalo do svého repertoáru i Prozatímní divadlo (poprvé 8. prosince 1862). Tehdy byla zahájena tradice vkládat do inscenace píseň Kde domov můj. V Národním divadle byl Dráteník hrán poprvé 10. července 1895 při příležitosti Národopisné výstavy.
Brzy po premiéře se Škroupova opera rozšířila i na ochotnická jeviště, k čemuž přispěla i skutečnost, že ještě roku 1826 vyšlo jak libreto, tak pět vyňatých hudebních čísel (tři zpěvy dráteníka a árie Růženy a Lidušky). (Další písně byly přetištěny ve Škroupem redigovaných Věnci ze zpěvů vlastenských v letech 1837 a 1839.) První doložené amatérské nastudování bylo v Hradci Králové někdy před rokem 1835, ke kterému je doloženo i představení v Turnově, v roce 1841 poté v Ústí nad Orlicí, v roce 1843 v Chrudimi, následně Kolíně, Hlinsku aj. První – a na dlouhou dobu poslední – profesionální mimopražskou inscenaci připravilo Městské divadlo v Brně, které ve 40. letech experimentovalo s operou v češtině. Konala se dvě představení, 21. listopadu a 22. prosince 1840. Když pak po pražském Prozatímním divadle vznikala další českojazyčná profesionální divadla, patřil Dráteník mezi jejich první operní premiéry (Plzeň 31. 10. 1870, Brno 27. 10. 1885).
Dráteník byl sice ve 2. polovině 19. století považován za nemoderního (jako celý žánr singspielu), na okraji repertoáru se však stále udržoval díky svému postavení první české opery. Obnovení zájmu souvisí s vlnou národního uvědomění za první světové války a jeho divadelní životnost potvrdila především Pujmanova a Ostrčilova inscenace v Národním divadle z roku 1926 ke stému výročí původní premiéry (skladatel a kritik Boleslav Vomáčka: Byl to večer srdečného překvapení a nadšení). Za první republiky rovněž znovu ožil zájem amatérských souborů a menších (např. operetních) divadel o toto dílo. Za druhé světové války byl hrán jako jedno z klasických českých děl, které povzbuzovaly národní povědomí, rovněž bezprostředně po válce uvedla nové inscenace divadla v Praze, Brně, Plzni i Olomouci. V 50. letech byl hrán dosud nejvíce (inscenace Národního divadla z roku 1949, provozovaná na četných zájezdech pro pracující, dosáhla nevídaných 94 repríz). Zařazení Dráteníka mezi komunistickým režimem protežovanou lidovou klasiku souvisí i s tím, že muzikolog Zdeněk Nejedlý, přední kulturní ideolog tohoto období, tuto operu odedávna oceňoval a propagoval.
Olomoucké nastudování z roku 1958 byla nadlouho poslední profesionální inscenace Dráteníka a vedle ochotnické činnosti se stala první česká opera doménou uměleckých škol. Dosud poslední profesionální nastudování Dráteníka připravilo Jihočeské divadlo (premiéra 28. 10. 1998), vůbec poslední inscenaci pak provedla Konzervatoř Pardubice (premiéra 16. března 2005), koncertně ho 22. března 2013 mělo zahrát Národní divadlo, k uvedení však nakonec nedošlo, protože se ukázalo, že chybí nové kritické vydání partitury a její pořízení by bylo ekonomicky velmi náročné. K vydání kritické edice opery Dráteník na základě Škroupova autografu doplněné o textovou edicí Chmelenského libreta nakonec došlo v roce 2018. V létě 2022 byl pak Dráteník uveden v Olomouci na festivalu Olomoucké barokní slavnosti.
V zahraničí Dráteníka uvedla Sokol Opera Group ve Washingtonu (1963–1983).
Autograf partitury Dráteníka se zachoval a je uložen v Českém muzeu hudby. Klavírní výtah byl poprvé vydán roku 1913 Uměleckou besedou. V roce 1926 vydala Hudební matice ke 100. výročí faksimile libreta a o rok později vydala Umělecká beseda i faksimile Škroupova vlastního rukopisu partitury.

### Seznam inscenacíDráteníka
Inscenace Dráteníka v profesionálních divadlech a uměleckých školách:
- Praha, Stavovské divadlo / Prozatímní divadlo / Národní divadlo: 1826 (inscenace přešla ze Stavovského divadla do Prozatímního a hrála se do roku 1867); 1876; 1881; 1895; 1926; 1938; 1945; 1949
- Praha, Vinohradská zpěvohra: 1919
- Praha, Pražská konzervatoř: 1970
- Praha, Akademie múzických umění: 1985
- Brno, Zemské divadlo / Národní divadlo Brno: 1840, 1885, 1926, 1945
- Brno, Janáčkova akademie múzických umění: 1950, 1983, 1995
- Plzeň, Městské divadlo: 1870, 1926, 1946
- Kladno, Městské divadlo: 1918, 1955
- České Budějovice, Městské divadlo / Jihočeské divadlo: 1919, 1924, 1998
- Divadlo sdružených měst východočeských: 1926
- Ostrava, Národní divadlo moravskoslezské: 1927, 1941
- Olomouc, Moravské divadlo: 1937, 1945, 1958
- Liberec, Severočeské národní divadlo: 1955
- Pardubice, Konzervatoř Pardubice: 2005

## Charakteristika díla
Teprve čtyřiadvacetiletý František Škroup skládal hudbu k Dráteníkovi s ohledem na vkus pražského publika a na základě svých vlastních divadelních zkušeností, jeho styl je proto nezbytně do značné míry eklektický, vycházející ze soudobého repertoáru Stavovského divadla. Jeho cílem bylo stvořit dílo v žánru lyrické měšťanské zpěvohry (singspielu), hlavní vzory byly v zásadě dva. Ve formálních hlediscích se Dráteník blíží francouzské opéra-comique: děj je vyprávěn v próze, tedy v dialozích, jen málokdy s doprovodem hudby (dramatický recitativ). Naopak citové momenty, úvahy postav jsou příležitostí pro zpěvní čísla písňového charakteru. Z hlediska melodické podstaty se hudba opery, nejzřetelněji v sólových číslech, blíží německému romantickému singspielu nebo lyrické písni. Zřejmě i s ohledem na dosavadní zkušenosti českého operního divadla se Škroup neorientoval na nejmodernější tvorbu svých současníků (Weber, Boieldieu, Lortzing), ale bral si vzor u skladatelů o generaci či více starších a u obecenstva oblíbených, jako byli Joseph Weigl, Peter von Winter, Karl Ditters von Dittersdorf, Vojtěch Jírovec, Luigi Cherubini nebo Étienne-Nicolas Méhul. Méně je patrný vliv Mozarta. Některé koloraturní pasáže i stavba ansámblů poukazují vedle toho i na vliv italský (Rossini).
Oproti někdy tradovaným názorům naopak nevycházel přímo z lidové písně. Lidový charakter má nejspíše hudba spojená s postavou dráteníka, i to je však spíše důsledek záměrně prosté, melodické a strofické povahy jeho písní, resp. imitace lidového nástroje (dud), než přímo inspirace folklórem. V každém případě není nijak hudebně charakterizována jeho slovenskost, protože lidová hudba slovenská (nebo moravská) v té době nebyla pražským vlastencům ve větší míře známa.
Z obecného hlediska jsou však postavy jako skutečné lidové typy popsány dobře. Náturu obou kupců vystihují rozšafné anakreontské písně. Růžena je typickou lyrickou až sentimentální hrdinkou, její árie mají náběhy na koloraturu, Liduščina hudba je prostší a veselejší – zjevným vzorem pro tuto dvojici byly Agáta a Anička z Čarostřelce. Dráteníkova hudba je při úmyslné prostotě nejpropracovanější, jako jediná postava má vlastní příznačný motiv.
Protože jsou hudební čísla oddělena především mluveným dialogem, obsahuje Dráteník jen málo recitativů, které jsou navíc jen rutinní.
Oproti poměrné melodické bohatosti je harmonie Škroupovy hudby poměrně jednoduchá. Z formálního hlediska jsou zpěvní hlasy téměř zcela homofonní, a to i na těch místech ansámblů, kde by použití kontrapunktu bylo dobře možné. Rovněž v instrumentálním doprovodu homofonie naprosto převažuje. I ve Škroupových vzorech pro Dráteníka, německých singspielech a francouzské opéra-comique jednoduché vedení hlasů převažuje, v tomto případě musel skladatel navíc brát ohled na neškolenost českých zpěváků a možná i na snadnost provozování i mimo profesionální divadlo. Z téhož důvodu v opeře nevystupuje sbor a instrumentace je psána jen pro skromný mozartovský orchestr, v němž jediným ústupkem hudebnímu romantismu je zdvojení dechů. Zato některé nástroje (violoncello, housle, klarinet) mají menší sóla nebo obligátní doprovod.

## Osoby a první obsazení
| Osoba                          | Hlasový obor | Premiéra (2. února 1826)        |
| ------------------------------ | ------------ | ------------------------------- |
| Květenský, kupec               | baryton      | Václav Michalesi                |
| Růžena, jeho dcera             | soprán       | Kateřina Kometová               |
| Lána, kupec                    | baryton      | Ferdinand Pohl                  |
| Vojtěch, jeho syn              | tenor        | Matyáš Podhorský                |
| Liduška, panská                | mezzosoprán  | Magdalena Forchheimová(-Skalná) |
| Kůl, sloužící                  | bas          | Rudolf Šimek                    |
| Hranatý                        | mluvená role | Josef Chauer                    |
| Dráteník                       | tenor        | František Škroup                |
| Dva vojáci                     |              |                                 |
| Dirigent: Josef Triebensee (?) |              |                                 |

## Děj opery
Předehra (jedno z nejlepších čísel opery), ve francouzském stylu. Volný úvod (andante con moto) přechází v živé alla breve. Na název opery i eponymního hrdinu upomíná lidová „dudácká“ figura v basu. Hlavním motivem předehry je citace zpěvu Květenského „Každé zboží chová se snáze než holčina mladá“, čímž je naznačena i zápletka opery.

### 1. dějství
(Ulice před domem Květenského) Před městským domem kupce Květenského sedí dráteník a drátuje různé nádobí na zakázku domácí hospodyně. Prozpěvuje si u toho (píseň Zima ked mna v nehty pálí, drotovať němožnuo dál). Ze vrat vychází Květenský s dcerou Růženou, panskou Liduškou a sluhou Kůlem. Kupec se rozhodl dceru provdat za syna svého nového obchodního partnera, ale Růžena odmítá takového ženicha, kterého ani nezná (kvartet Jej ty za manžela pojmeš svého). Růženin odpor vyvolá v otci podezření, že již má jiného milého. Dívka skutečně upadne do rozpaků, ale Lidušce se to podaří zamluvit. Květenský nemá v každém případě důvěru v dívčí úsudek, pokud jde o ženichy, a jestli si dcera stěžuje, že nápadníka nezná, tedy jej pozná – ještě dnes večer jej kupec přivede do domu na zásnubní večeři. Čím dříve bude Růžena pod čepcem, tím lépe (árie Květenského Každé zboží chová se snáze než holčina mladá). Poté odchází pro snoubence.
Růžena se svěřuje Lidušce s tím, že před dvěma dny potkala v Praze mládence Vojtěcha a na první pohled se do sebe zamilovali (duet Mne on miluje – radosti blahá!). Na scéně zůstane jen Kůl a dráteník. Dráteník sluhovi vypravuje o trudných podmínkách na cestách i doma na Slovensku. Na přezíravý názor Kůla („Co do takové žebrácké vlasti?“) reaguje chválou své otčiny (árie V tej zemi len miluškej, odkel člověk pocházia). Kůl je natolik dojat, že nabízí dráteníkovi večeři a nocleh.
Vojtěch přichází k domu kde, jak se dozvěděl, bydlí jeho kráska (árie Záhy tak má hvězda hasne). Pokouší se dostat do domu, zvláště když se od Kůla dozví, že Růžena je doma sama bez otce – a že se večer mají konat zásnuby. Kůl ale není ochoten mu otevřít (tercet Otevři – byť bych k vám i všel, cožpak by z toho sešlo?). Vojtěch se jej pokouší pohnout penězi, ale nedosáhne svého, protože neúměrně vysoké nabízené částky jen ve sluhovi vzbudí podezření, že je to zkouška neúplatnosti nastrojená jeho pánem. Vojtěch je nejprve zasmušen (arieta Noci dále ode mě se ber tmavá), ale pohled na dráteníka mu vnuká nápad: Vymění si s ním oděv a v tomto přestrojení se snadněji dostane do domu Květenského. Dráteník se těší z odměny, která je mu za to slíbena, protože čím více vydělá, tím dříve se bude moci vrátit domů ke své nastávající (árie Ako růža tam v hajičku).
Vojtěch se vrací v přestrojení, převezme od dráteníka hrnce a je vpuštěn do domu. Brzy poté se vrací Květenský s kupcem Lánou, otcem vybraného nápadníka, oba v povznesené náladě, a Kůl jim otvírá (finále: duet dráteníka a Vojtěcha O nedli, dej klobouk a plášť mi svůj, dráteníkova píseň Niet nič to predca nad drotára a tercet, později kvartet dráteníka, Květenského, Lány a Kůla Zdlouha jen, pane Láno, zdlouha!... Nic nechutná tak mi co víno).

### 2. dějství
(Růženín pokoj) Růžena, slavnostně ustrojená, sedí v zamyšlení ve svém pokoji (recitativ Co počíti nevím žalostí a árie Jak radost mi růžné pásky). Přichází k ní rozesmátá Liduška a snaží se Růženu přesvědčit, aby sama od dráteníka převzala spravené nádobí a vyplatila mu mzdu. Když Růžena rozladěně odmítá s tím, že přece jde o záležitost panské, tvrdí jí Liduška, že dráteník přináší zprávu od Vojtěcha z Prahy. Za takových okolností chce ovšem slečna vidět dráteníka ihned a Liduška pro něj odběhne, jen co odezpívá svou árii (Jdu, slečinko! A hledlinko znát vše máte).
Nakrátko osamělá Růžena pokračuje v bolestném toužení (arieta Co ňadra láme bolno?). Přichází „dráteník“ a Růžena v něm – po určitém váhání – poznává Vojtěcha. Ten jí vyznává lásku a dostane se mu kladné odpovědi (tercet s Liduškou Radost blahá! – Já věčně tvá!). Ukáže se však, že nejen Růžena je zaslíbená jinému, ale i Vojtěchovi otec namluvil jinou nevěstu. Ve snaze odvrátit Růženiny pochyby před ní Vojtěch s vyznáním horoucí lásky pokleká, a právě v této kompromitující pozici jej zastihnou Květenský a Lána (kvintet Tak krátká má blaženost byla jen). Jen duchapřítomnost Lidušky, která dráteníkovu pozici vysvětluje v souvislosti s jednáním o mzdě, a podroušenost obou otců na druhé straně situaci dočasně zachrání. Květenský a Lána pokračují v pití doprovázené provoláváním vlasteneckých hesel (sextet Kdy mně dosti je vína podáno, všeho dosti tu mám!).
Tuto idylu však přeruší skutečný dráteník, který vyděšen přibíhá a žádá po Vojtěchovi, aby mu vrátil jeho šaty. A vzápětí se ukáže, proč: do síně hřmotně vstupuje dráb Hranatý se dvěma vojáky a chystají se dráteníka zadržet. Jeho slušné oblečení a nákladný plášť nenechávají „úřední osobu“ Hranatého na pochybách, že se jedná o zloděje. Vysvětlení celé zamotané situace trvá delší dobu, mimo jiné pro nadutost a nechápavost drába a podroušenost obou otců, ale nakonec se všechna nedorozumění vysvětlí a Růžena s Vojtěchem zjistí, že je jejich otcové ve skutečnosti zaslíbili jednoho druhému. Všichni se radují a nejvíce dráteník, který je za své štrapáce odměněn natolik, že se může vrátit na Slovensko a požádat svou milou o ruku (závěrečný ansámbl Co my strachem jen přáli).

## Nahrávky
Celá opera
- (1947) Zpívají: (Květenský) Karel Kalaš, (Růžena) Štefa Petrová, (Lána) Josef Celerin, (Vojtěch) Antonín Votava, (Liduška) Ludmila Hanzalíková, (Kůl) Jaroslav Veverka, (Hranatý) Jiří Vasmut, (dráteník) Karel Leiss. Pražský rozhlasový orchestr řídí František Dyk. Rozhlasová nahrávka, nevydáno.[37][38]
- (1962, rekonstrukce 1998) Zpívají: (Květenský) Karel Berman, (Růžena) Helena Tattermuschová, (Lána) Jaroslav Horáček, (Vojtěch) Zdeněk Švehla, (Liduška) Ivana Mixová, (Kůl) Dalibor Jedlička, (Hranatý) Jaroslav Rohan, (dráteník) Oldřich Kovář. Pražský rozhlasový orchestr řídí František Dyk. Rozhlasová nahrávka, vydáno pouze finále Supraphonem v rámci kompletu Dějiny českého divadla – soubor zvukových dokumentů.[39][40]
- (1975) Zpívají: (Květenský) Jindřich Jindrák, (Růžena) Helena Buldrová, (Lána) Miloslav Podskalský, (Vojtěch) Miroslav Švejda, (Liduška) Helena Tattermuschová, (Kůl) Karel Petr, (Hranatý) Jiří Miegl, (dráteník) Alfred Hampl. Plzeňský rozhlasový orchestr řídí Josef Chaloupka. Rozhlasová nahrávka, nevydáno.[37][41]

Předehra
- (1951) Českou filharmonii řídí Karel Šejna. Vydáno naposledy na CD Supraphonu roku 1995, SU 1914-2 011.[42][43]
- (1988) Ústřední hudbu Ministerstva vnitra ČSSR řídí Miroslav Hanzal. Úprava pro dechový orchestr. Rozhlasová nahrávka, nevydáno.[42][44]
- (1999) Symfonický orchestr Českého rozhlasu v Praze řídí Petr Vronský. Rozhlasová nahrávka, nevydáno.[42][45]